# Mudji Mulyani
Mudji Mulyani (ur. 22 stycznia 1990 w Dżakarcie) – indonezyjska wspinaczka sportowa. Specjalizowała się w prowadzeniu oraz we wspinaczce na czas. Wielokrotna medalistka mistrzostw Azji, mistrzyni Azji we wspinaczce sportowej w sztafecie na czas w 2016.

## Kariera sportowa
Dwukrotna indywidualna medalistka mistrzostw Azji we wspinaczce sportowej na czas z 2014 (brązowa medalistka) oraz z 2016 (srebrna - w finale przegrała złoty medal z Chinką He Cuilian).
Drużynowo w sztafecie na czas została mistrzynią Azji w 2016 w chińskim Duyun, a w 2019 zdobyła srebrny medal.

## Osiągnięcia

### Mistrzostwa Azji
| Konkurencje        | 2013 | 2014 | 2016 | 2019 |
| Prowadzenie        | 19   | —    | —    | —    |
| Wspinaczka na czas | 8    | 3    | 2    | 8    |
| Sztafeta na czas   | —    | —    | 1    | 2    |